# Paragvaj (reka)
Glej tudi Paragvaj (razločitev).
Reka Paragvaj (Ysyry Paraguái v gvaranščini, [[lang-pt|Rio Paraguai}}, [[lang-es|Río Paraguay}}) je velika reka v južni osrednji Južni Ameriki, ki teče skozi Brazilijo, Bolivijo, Paragvaj in Argentino. Teče približno 2695 kilometrov od izvira v brazilski zvezni državi Mato Grosso do sotočja z reko Parana severno od Corrientesa in Resistencie.

## Potek
Paragvajski izvir je južno od Diamantina v zvezni državi Mato Grosso v Braziliji. Sledi na splošno jugozahodni smeri in poteka skozi brazilsko mesto Cáceres. Nato se obrne na splošno proti jugu, teče skozi mokrišča Pantanal, mesto Corumbá, nato pa teče blizu brazilsko-bolivijske meje na kratki razdalji v brazilskih državah Mato Grosso in Mato Grosso do Sul.
Od mesta Puerto Bahia Negra v Paragvaju reka tvori mejo med Paragvajem in Brazilijo ter teče skoraj proti jugu pred sotočjem z reko Apa.
Paragvaj naredi dolgo, rahlo krivuljo proti jugu-jugovzhodu, preden nadaljuje bolj proti jugu-jugozahodu in razdeli državo Paragvaj na dve različni polovici: regijo Gran Chaco na zahodu, večinoma nenaseljeno polsuho regijo; in vzhodni gozdnati departmaji države, ki predstavljajo približno 98 % prebivalcev države. Kot taka reka morda velja za ključno geografsko značilnost države, s katero si deli ime.
Približno 400 kilometrov po tem, ko teče skozi sredino Paragvaja, ob sotočju z reko Pilcomayo in mimo paragvajske prestolnice Asunción, reka tvori mejo z Argentino in na splošno teče v smeri jug-jugozahod še nadaljnjih 275 kilometrov, preden doseže svoj konec in se združi z reko Paraná.

## Uporabe
Reka Paragvaj je druga velika reka v porečju Rio de la Plata, takoj za reko Paraná. Porečje Paragvaja, veliko približno 1.095.000 kvadratnih kilometrov, pokriva obsežno območje, ki vključuje večje dele Argentine, južne Brazilije, dele Bolivije in večino države Paragvaj. Za razliko od mnogih drugih velikih rek v porečju Rio de la Plata Paragvaj ni bila zajezena za proizvodnjo hidroelektrične energije; zaradi tega je plovna na precejšnji razdalji, po dolžini plovbe na celini pa je druga za reko Amazonko. Zaradi tega je pomemben ladijski in trgovinski koridor, ki zagotavlja prepotrebno povezavo z Atlantskim oceanom za sicer neobalni državi Paragvaj in Bolivijo. Služi tako pomembnim mestom, kot sta Asunción in Concepción v Paragvaju ter Formosa v Argentini.
Reka je tudi vir trgovine v obliki ribolova in zagotavlja namakanje za kmetijstvo ob svoji poti. Kot taka zagotavlja način življenja številnim revnim ribičem, ki živijo ob njenih bregovih in ustvarijo večino svojega dohodka s prodajo rib na lokalnih tržnicah, obenem pa predstavlja pomemben vir preživetja za svoje družine. To je povzročilo težave v velikih mestih, kot je Asunción, kjer so revni kmetje iz notranjosti države naselili bregove reke v iskanju lažjega načina življenja. Zaradi sezonskih poplav rečnih bregov včasih na tisoče razseljenih prebivalcev poišče začasno zatočišče, dokler se vode ne umaknejo iz njihovih domov. Paragvajska vojska je bila prisiljena nameniti zemljišče v enem od svojih rezervatov v glavnem mestu za zasilna bivališča za te razseljene državljane. Reka je zaradi svoje lepote turistična atrakcija.

## Zgodovina
Prvotni prebivalci zgornjega toka reke Paragvaj so bili Gvarani.
Reko Paragvaj je v 16. stoletju raziskoval Sebastian Cabot, ki je takrat postal prvi Evropejec, ki je odkril tako reko Paraná kot Paragvaj. Več sto let je ta reka služila kot glavna pot Paragvaja v zunanji svet.
Od takrat ima reka svojo vitalnost in pomen, danes pa se uporablja za konvoj bark.

## Polemika o mokriščih
Reka Paragvaj je glavna vodna pot 147.629 kvadratnih kilometrov mokrišč Pantanala v južni Braziliji, severnem Paragvaju in delih Bolivije. Pantanal je največje tropsko mokrišče na svetu in je v veliki meri odvisno od voda reke Paragvaj.
Zaradi svoje pomembnosti kot plovne poti, ki služi Braziliji, Argentini in Paragvaju, je bila reka središče komercialnega in industrijskega razvoja. Leta 1997 so vlade držav porečja La Plate v okviru agencije Medvladne komisije Hidrovia predlagale načrt za razvoj rek v sistem industrijskih vodnih poti, da bi zmanjšali stroške izvoza blaga s tega območja, zlasti pridelka soje ki ga je območje zajelo. Načrt je vključeval izgradnjo več jezov za hidroelektrarne vzdolž nekaterih vodnih poti, skupaj z ogromnim prizadevanjem za prestrukturiranje plovnih poti – predvsem reke Paragvaj – s poglabljanjem vodne poti, odstranjevanjem kamenja in prestrukturiranjem kanalov.
Študije so pokazale, da bi imelo predlagano rečno inženirstvo Paragvaja uničujoč vpliv na mokrišča Pantanala. Prizadevanje koalicije Rios Vivos za izobraževanje ljudi o učinkih projekta je bilo uspešno pri odložitvi projekta in vpletene države so se strinjale, da bodo preoblikovale svoj načrt. Končni načrt je še vedno negotov, skupaj z učinkom, ki ga bo imel na Pantanal in ekologijo celotnega bazena Río de la Plata. Polemika o tem, ali bo imel projekt katastrofalen učinek na lokalno ekologijo in morebitne gospodarske koristi, se nadaljuje še danes.

## Lastnosti vode
Porečje reke Paragvaj vključuje več značilnih habitatov, od zelo čistih voda, kot je Rio da Prata blizu Bonita v zgornjem delu do reke Bermejo, bogate z usedlinami, v spodnjem delu. Viseča obremenitev reke Paragvaj je približno 100 miligramov na liter pred dotokom Bermeja, vendar se dvigne na približno 600 miligramov na liter za tem. Neposredno za dotokom reke Bermejo lahko pH reke Paragvaj doseže do 8,2. Tipičen pH reke Paragvaj je 5,8–7,4 v zgornjem delu (opredeljen kot odsek pred dotokom prvega nepantanalskega pritoka, reke Apa) in 6,3–7,9 v spodnjem delu.
Vrhunec poplavne sezone v reki Paragvaj (merjeno pri Corumbá) je zakasnjen za 4–6 mesecev v primerjavi z vrhuncem deževne sezone zaradi počasnega prehajanja vode skozi mokrišča Pantanal. Glede na letni čas so opazna velika nihanja temperature. Med nizkovodno sezono je voda reke Paragvaj razmeroma topla (običajno nad 27 °C) in motna (globina Secchija je običajno manj kot 32 cm), v sezoni poplav pa je hladnejša (običajno 18–26,3 °C) in jasnejša (globina Secchija je običajno 26–130 cm). Zgornji del reke Paragvaj je toplejši od spodnjega in na splošno njegova temperatura ne pade pod 22,5 °C, čeprav lahko nekateri zgornji pritoki Paragvaja padejo pod to.

## Živalstvo
Ekoregija reke Paragvaj je bogata z vrstami s približno 350 vrstami rib, vključno z več kot 80 endemitnimi. Približno 80 % ribjih vrst v reki je karaciformnih (tetre in sorodnice) in siluriformnih (som). Nekateri od njih migrirajo navzgor po reki Paragvaj, da bi se drstile, vključno s Prochilodus lineatus in Pseudoplatystoma corruscans. Ni presenetljivo, da veliko vrst v reki izvira predvsem iz porečja reke Paraná, vendar je favna povezana tudi z dvema amazonskima rekama, Guaporé in Mamoré. Čeprav tečejo v različnih smereh, izvirajo Paragvaj, Guaporé in Mamoré v isti regiji v osrednji Južni Ameriki. Med vrstami, ki si jih delita, sta črna fantomska tetra (Hyphessobrycon megalopterus), pomembna riba v akvaristični industriji, in zlati dorado (Salminus brasiliensis), ki je pomemben v ribiški industriji